# Ercuis
Ercuis är en kommun i departementet Oise i regionen Hauts-de-France i norra Frankrike. Kommunen ligger i kantonen Neuilly-en-Thelle som tillhör arrondissementet Senlis. År 2022 hade Ercuis 1 626 invånare.

## Befolkningsutveckling
Antalet invånare i kommunen Ercuis
| Referens: INSEE |